# Алнаський народний театр
Ална́ський наро́дний теа́тр — народний театр з села Алнаші, Удмуртія.
Створений в кінці 1918 року як культурно-просвітницький гурток. Перші керівники — М. А. Абрамов та Н. М. Рябов. В 1919 році гуртком була поставлена п'єса Кузебая Герда «Свідки» (Адзисьёсь). В 1920-тих роках ставились перекладені вистави за творами А. П. Чехова та Л. М. Толстого. В 1934 році гурток був перетворений на колгоспно-радгоспний театр. Перед війною, в 1941 році, театр розпався.
В 1950-их роках театр почав відроджуватись, найбільшого розквіту набув в 1970-их роках. Багато артистів цього театру увійшли до складу Удмуртського драматичного театру — В. К. Виноградова, А. Г. Колесникова, В. Є. Садовников та Г. Ю. Векшин.
В 1973 році театру було присвоєно звання народного. Театр був лауреатом премії Комсомолу Удмуртії, лауреатом 1-го Всеросійського огляду театральних колективів у Москві та лауреатом 1-го Всеросійського огляду народних колективів в Уфі. В 1977 році театр став лауреатом Всеросійського огляду сільської художньої самодіяльності. Всього за 1970-ті-1990-ті роки театром було поставлено понад 40 вистав за творами удмуртських та російських письменників.